# Мелідзана папуцакья
 Мелідзана папуцакья  (грец. μελιντζάνα παπουτσάκι, або Мелідзанес папутсакья/папутсакі, тур. Patlıcan pabucaki, «баклажанні туфельки») – страва з баклажанів у грецькій та турецькій кухні.
Папутсакі / папуцакья – грецьке слово, що означає «маленькі туфлі». «Papuc» або «papuç» -  перське слово "pâpuš" (پاپوش), яке також використовується в турецькій мові і має значення «туфля» або «тапочка».
Страва складається з баклажанів, які були зварені або запечені, а верхівки зрізані вздовж (саме тому вони нагадують маленькі туфлі чи човники). М'якуш виймається і змішується з іншими інгредієнтами: з яловичим фаршем, яйцями, зеленим перцем або болгарським перцем, зеленою цибулею, помідорами, лимоном та оливковою олією. Зверху посипають твердим солоним сиром, таким як кефалотирі, михаліч пейнірі, моцарелла, фета або касері, і смажать на грилі або запікають у духовці.